# 越後姫
越後姫（えちごひめ）は、新潟県が育成したイチゴの品種の1つ。

## 概要
ベルルージュと女峰とを交配させた株を選抜し、とよのかを交配して得られた実生から選抜、育成した品種である。
品種登録は1993年10月に出願され、1996年10月に登録、2011年10月に期間満了で育成者権消滅となっている。
越後姫は約2か月かけて熟成させるため、短期間で熟したイチゴと比べた場合、大粒で酸味が少なく繊細な甘さが特徴となっている。一派的なイチゴと比べると甘い香りにも特徴があり、可憐でみずみずしいこと、「大事に育てられた姫様のよう」ということで「越後の姫」＝「越後姫」と名付けられている。
新潟県内では人気の高い品種であったが、生産量が少ないことと、柔らかいので輸送に不向きなため、新潟県外にはほとんど出荷されずにいた。JA北越後が輸送方法を検討した結果、東京都内の百貨店などでも越後姫の取り扱いが始まったほか、JA北越後からの産地直送も可能となった。

## 特徴
果実の特性
- 果形は短円錐形から円錐形。平均重量は15グラムから17グラムで、粒のそろいはとても良く、溝はない。
- 果実の硬さはとよのかよりは硬いが、果皮はとちおとめよりは弱い。
- 果皮の色は鮮赤色で光沢が良い。低温期は着色がやや淡くなることもあるが、4月以降の高温期に暗赤化はしにくい。
- 果肉の色は橙赤色でやや淡く、空洞は小さい。肉質は緻密でなめらかであり、果汁は多い。
- 果実の着色より糖度の上昇のほうが早く、白熟期でも完熟果に近い糖度になる。
- 日持ちはするが、輸送性はやや低い。

栽培時の特性
- 花芽分化期はとちおとめ、紅ほっぺより遅く、9月下旬から10月上旬。
- 比較的に高温条件を好み、低温では奇形果実や発酵果の発生が増える。
- 休眠が浅いため、生産量確保のために行う電照、ジベレリン散布、低温遭遇は必要としない。
- 2月から5月の間に果実品質が高く、暗赤化しにくい。うどんこ病が発生しなければ、6月の収穫も可能。
- 頂果房の果数はとよのかよりも少ないが、苗の大小による変動幅は少ない。
- 春になって日照時間が長くなると、草丈が急速に伸びる。

## 開発時の目標
新潟県のは気候は、冬は積雪が多く日照時間が少ないが、春は高温多湿で日照時間が多くなるという二面性を持っている。このような二面性の気象条件であっても栽培可能で、5月末まで高品質な果実が収穫できること、果実の大きさがそろっており、収穫やパック詰めの労力が軽減できることを目標として育成が行われた。
育成時には半促成作型を適応としていたが、栽培技術の向上によって、2012年時点では促成栽培が中心となっている。